# Duindoornpalpmot
De duindoornpalpmot (Gelechia hippophaella) is een vlinder uit de familie tastermotten (Gelechiidae). De wetenschappelijke naam is voor het eerst geldig gepubliceerd in 1802 door Schrank.
De soort komt voor in Europa.